# De Gerlache (cratère)
de Gerlache est un cratère lunaire situé au sud-ouest de la face visible de la Lune, près du pôle Sud lunaire. Le cratère de Gerlache est situé juste à côté du cratère Shackleton. Le cratère de Gerlache a une forme en fer à cheval avec le contour ouvert au sud[réf. nécessaire]. L'intérieur a été inondé par de la lave basaltique, laissant un niveau de plancher sans relief.
Le cratère a été identifié sur base d'images radar par Jean-Luc Margot et Donald B. Campbellqui ont proposé le nom "de Gerlache" en l'honneur de l'explorateur belge Adrien de Gerlache. En l'an 2000, l'Union astronomique internationale a approuvé le nom.

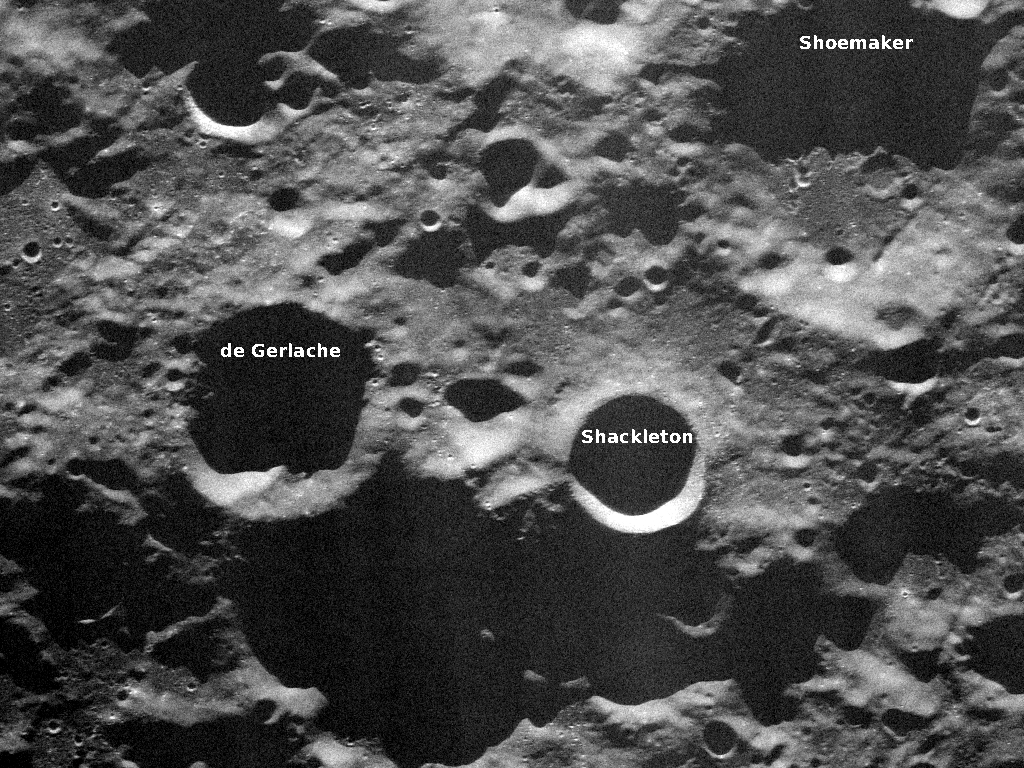
Le cratère de Gerlache vu par radar.